# Rhaptopetalum beguei
Espèce
Statut de conservation UICN

 LC  : Préoccupation mineure
Rhaptopetalum beguei est une espèce de plantes à fleurs de la famille des Lecythidaceae.

## Publication originale
- Bulletin de l'Institut Française d'Afrique Noire 19: 362. 1957.